# Vương tộc Khalifa
Nhà Khalifa (tiếng Ả Rập: آل خليفة; chuyển tự: Āl Khalīfah) là gia tộc cầm quyền của Vương quốc Bahrain. Người nhà Khalifa tuyên xưng Hồi giáo Sunni và thuộc bộ tộc Anizah. Một số thành viên của bộ tộc này gia nhập liên minh Utub di cư từ Najd ở miền trung Ả Rập đến Kuwait, sau đó cai trị toàn bộ Qatar, cụ thể hơn là Al Zubarah do họ xây dựng và cai trị trước khi định cư ở Bahrain vào đầu thế kỷ XVII. Người đứng đầu gia tộc hiện tại là Hamad bin Isa Al Khalifa, người trở thành Tiểu vương Bahrain năm 1999 và tự xưng là Quốc vương Bahrain vào năm 2002, trên thực tế đã trở thành một vị vua quân chủ lập hiến.
Tính đến năm 2010, khoảng một nửa số bộ trưởng phục vụ trong nội các của Bahrain là thành viên của Hoàng gia Khalifa, trong khi Thủ tướng nước này là Salman bin Hamad Al Khalifa, cũng xuất thân từ Nhà Khalifa và là con trai của vị quốc vương hiện tại.

## Lịch sử
Bahrain nằm dưới sự kiểm soát của Ahmed bin Muhammad bin Khalifa vào năm 1783, sau sự thất bại của Nasr Al-Madhkur, người cai trị quần đảo này như một chư hầu của Ba Tư (xem Bani Utbah xâm lược Bahrain). Ahmed cai trị Bahrain với tư cách là hakim cho đến năm 1796, nhưng đóng tại Zubarah (nay là Qatar) và trải qua mùa hè ở Bahrain. Ahmed là hakim đầu tiên của Bahrain và là tổ tiên của Vương tộc Khalifa cầm quyền ở Bahrain. Tất cả những người cai trị đến từ Nhà Khalifa của Bahrain đều là hậu duệ của ông.
Ahmed có 4 người con. Sau khi ông qua đời vào năm 1796, hai con trai của ông là Salman và Abdulla, chuyển đến Bahrain và cùng cai trị nơi này như các điền trang phong kiến và áp đặt thuế đối với người dân Baharna bản địa. Salman định cư ở đảo Bahrain và Abdulla ở đảo Muharraq, mỗi người cai trị độc lập lãnh thổ của mình. Nhà Khalifa nhanh chóng bị chia thành hai nhánh, Al-Abdulla và Al-Salman tham gia vào cuộc xung đột mở rộng từ năm 1842 đến năm 1846.  Chi nhánh Al-Salman đã chiến thắng và được hưởng quyền cai trị hoàn toàn Bahrain. Cho đến năm 1869, Bahrain bị đe dọa chiếm đóng bởi nhiều thế lực bên ngoài bao gồm người Wahhabis, người Oman, người Ottoman, người Ai Cập và người Ba Tư, tuy nhiên Nhà Khalifa đã cố gắng giữ nó dưới sự kiểm soát của mình. Nhánh Al-Abdulla tiếp tục là mối đe dọa cho đến năm 1895. Ngày nay, con cháu của Abdulla ibn Ahmad Al Khalifa sống ở Qatar, trong khi con cháu của Salman ibn Ahmad Al Khalifa sống ở Bahrain.

### Tác phẩm được trích dẫn
- Baumgartner, Andreas (tháng 10 năm 2008). Bahrain – a showcase for political reform in the Middle East? (PDF) (Luận văn). University of Vienna. Truy cập ngày 2 tháng 6 năm 2014.
- Farah, Talal Toufic (1985). Protection and politics in Bahrain, 1869-1915. American University of Beirut. ISBN 978-0-8156-6074-3.
- Khuri, Fuad Ishaq (1980). Tribe and state in Bahrain: The transformation of social and political authority in an Arab state. University of Chicago Press. ISBN 978-0-226-43473-5.
- Littlefield, Richard E. (1964). Bahrain as a Persian Gulf State: With References to Its Relations with Great Britain and the Province of Al-Hasa (Luận văn). Beirut: American University of Beirut.